# Barcelona és Capital
Barcelona és Capital (BCap), també coneguda com a Barcelona és Capital-Primàries, és el nom de la candidatura independentista liderada pel Jordi Graupera per a les eleccions municipals de Barcelona del 26 de maig del 2019. Aquesta candidatura emana de les Primàries Catalunya celebrades a Barcelona el mes de desembre del 2018 per tal d'escollir els membres que la componen.
La candidatura es presenta a l'Ajuntament de Barcelona amb propostes específiques en el programa electoral que s'han confeccionat a través de taules obertes en què tothom qui ha volgut hi ha pogut dir la seva. Aborden temes transcendentals pel futur de la ciutat com ara l'habitatge, el turisme o la seguretat, sense defugir el seu posicionament favorable a la independència de Catalunya.
Els primers llocs de la llista són els següents:
1. Jordi Graupera i Garcia-Milà (BC)
2. Maria Vila i Redon (BC)
3. Diana Coromines i Calders (BC)
4. Adrià Alsina Leal (independent)
5. Violeta Garcia Díaz (BC)
6. Àstrid Bierge (BC)
7. Guillem López Sanz (BC)
8. Sílvia Bonàs Guarch (BC)
9. Ariadna Benet Monico (independent)
10. Roger Mallola Castillo (BC)

Els darrers llocs de la llista (39, 40 i 41) són ocupats, de manera simbòlica, per Núria de Gispert (Demòcrates de Catalunya), Esperança Valls —cosina de l'alcaldable Manuel Valls— (independent) i Clara Ponsatí (independent).
El resultat final de BCap en les eleccions municipals del 26 de maig van ser un total de 28.230, un 3,74%. Al no arribar al llindar requerit del 5% dels vots no van obtenir cap regidor.